# Apalis gorja-roja
L'apalis gorja-roja o apalis gola-roig (Apalis porphyrolaema) és una espècie d'ocell passeriforme que pertany a la família Cisticolidae pròpia de la regió dels Grans Llacs d'Àfrica.

## Descripció
Fa al voltant de 12 cm de llarg. El plomatge de les parts superiors és gris. La gola és de color canyella i la resta de les parts inferiors són blanques.

## Distribució i hàbitat
L'espècie es troba a Burundi, República Democràtica del Congo, Kenya, Ruanda, Tanzània i Uganda.
L'hàbitat natural són els boscos ubicats per sobre de la cota de 1600 msnm.

## Ecologia
S'alimenta d'insectes i altres petits invertebrats que obtenen picotejant en fulles i branquetes o bé al vol.